# Боднар Іван Андрійович

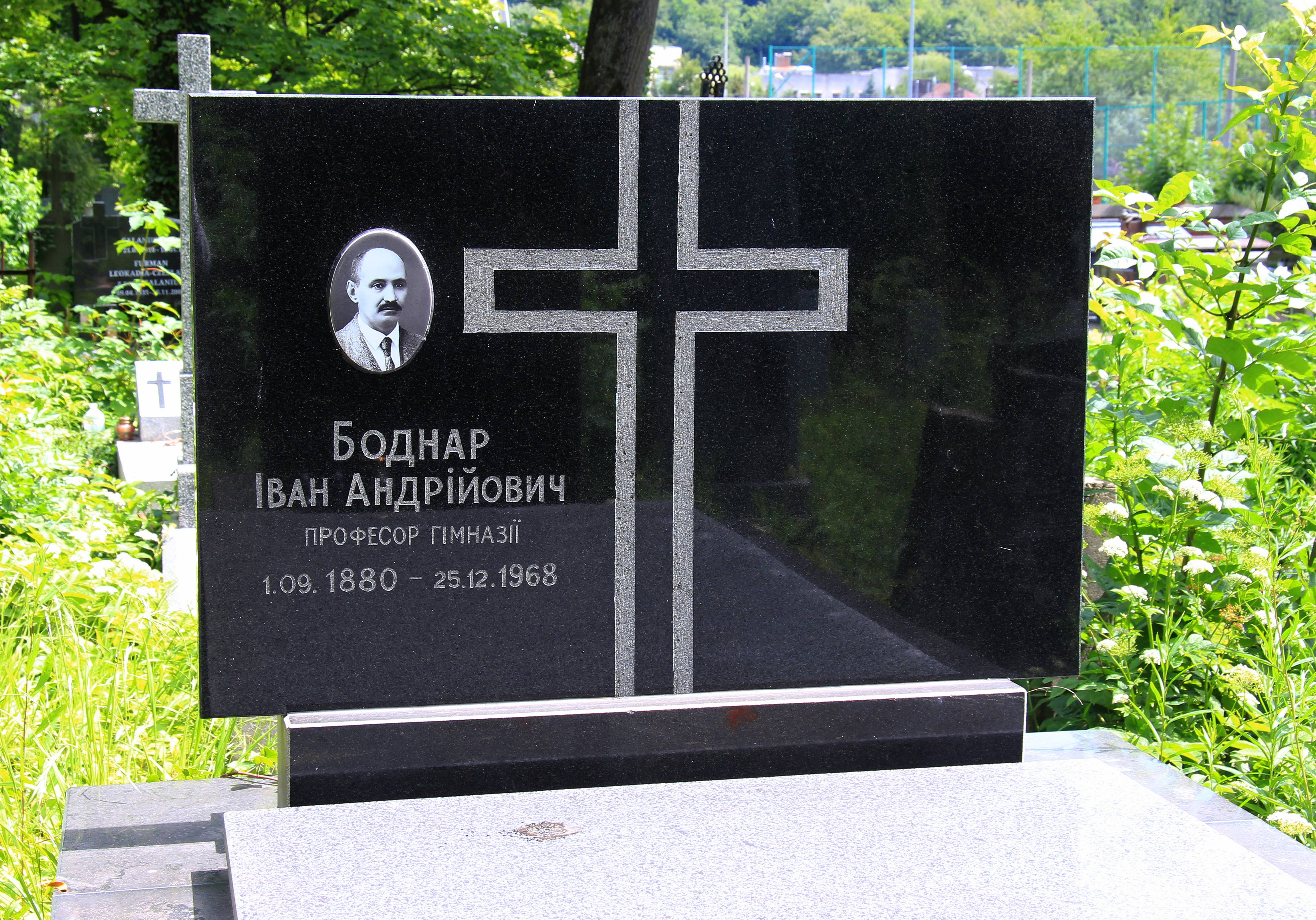

Іван Андрійович Бо́днар (1 вересня 1880, с. Вовків, нині Перемишлянського району — 18 грудня 1968, м. Львів) — український педагог, громадський діяч.

## Життєпис
Народився 1 вересня 1880 року в с. Вовків (Королівство Галичини та Володимирії, Австро-Угорська імперія, нині Перемишлянського району, Львівська область, Україна).
Закінчив Бережанську гімназію (1900), студіював математику й фізику у Львівському та Віденському університетах.
У 1905—1906 році працював викладачем в українській гімназії у м. Перемишль (нині Польща), потім — чоловічої вчительської семінарії (1906—1914) та гімназії (1916—1919, обидві у м. Тернопіль). У 1920—1922 роках працював учителем польськомовної семінарії і гімназії в Перемишлі. Управитель української гімназії у м. Чортків, викладач української гімназії в Перемишлі (1923—1925). У 1928—1930 роках — управитель гімназії товариства «Рідна школа» та викладач української гімназії в Тернополі. У 1930—1939 — директор «Українського банку» в Тернополі, у 1926—1938 — голова тернопільської філії товариства «Учительська громада», у 1938—1939 — голова Тернопільського осередку товариства «Рідна школа».
У 1917 році був членом Української Ради в м. Тернополі, у 1918—1919 — голова Товариства охорони дітей та опіки над молоддю. Входив до складу ліквідаційної комісії разом з гімназійним учителем Онуфрієм Солтисом під час становлення влади ЗУНР.
1935 року разом з І. Бриковичем та І. Ленем заснували в Тернополі українське спортивне товариство «Змагун». Однак польська влада звинуватила засновників у співпраці з ОУН і відмовилася його реєструвати.
Був членом Суспільної опіки Тернополя, співініціатором відкриття фабрики «Калина» в місті.
Від осені 1939-го — у Львові: у 1941—1944 роках був секретарем НТШ; у 1950—1955 працював учителем у середніх школах міста.
Помер 18 грудня 1968 року в м. Львові. Похований на 81 полі Личаківського цвинтаря.